# Bowler Rocks
Die Bowler Rocks sind eine Gruppe von Klippenfeslen im Archipel der Südlichen Shetlandinseln. Sie liegen 800 m südwestlich von Table Island.
Das UK Antarctic Place-Names Committee benannte sie 1971 nach David Michael Bowler (* 1943), Vermessungsprotokollant der hydrographischen Vermessungseinheit der Royal Navy, die 1967 an Bord der Nimrod in den Gewässern um diese Inseln operierte.